# Thawatchai Himaiad
Thawatchai Himaiad (thailändisch ธวัชชัย หิมาลัย; * 21. Januar 2004) ist ein thailändischer Leichtathlet, der sich auf den Sprint spezialisiert hat.

## Sportliche Laufbahn
Erste internationale Erfahrungen sammelte Thawatchai Himaiad im Jahr 2022, als er bei den U20-Weltmeisterschaften in Cali mit 10,55 s in der ersten Runde im 100-Meter-Lauf ausschied und über 200 Meter mit 21,86 s im Halbfinale ausschied. Zudem verpasste er mit der thailändischen 4-mal-100-Meter-Staffel mit 42,09 s den Finaleinzug. Im Jahr darauf schied er bei den U20-Asienmeisterschaften in Yecheon mit 10,69 s im Halbfinale über 100 Meter aus und wurde in der 4-mal-100-Meter-Staffel disqualifiziert. Zudem siegte er mit der 4-mal-400-Meter-Staffel in 3:08,34 min. Anschließend gewann er bei den World University Games in Chengdu mit der 4-mal-100-Meter-Staffel in 38,80 s die Silbermedaille hinter dem chinesischen Team. Im Oktober verhalf er der 4-mal-100-Meter-Staffel bei den Asienspielen in Hangzhou zum Finaleinzug und belegte mit der 4-mal-400-Meter-Staffel mit neuem Landesrekord von 3:04,23 min den vierten Platz. Bei den World Athletics Relays 2024 in Nassau verpasste er mit der 4-mal-100-Meter-Staffel eine Direktqualifikation für die Olympischen Spiele in Paris und im Jahr darauf verpasste er bei den World Athletics Relays in Guangzhou einen Startplatz bei den Weltmeisterschaften in Tokio. Anschließend gewann er bei den Asienmeisterschaften in Gumi in 38,78 s gemeinsam mit Natawat Iamudom, Chayut Khongprasit und Puripol Boonson die Silbermedaille hinter dem südkoreanischen Team. Im Juli schied er bei den World University Games in Bochum mit 10,56 s im Halbfinale über 100 Meter aus und belegte im Staffelbewerb in 39,34 s den fünften Platz.
In den Jahren 2024 und 2025 wurde Thawatchai Himaiad thailändischer Meister im 200-Meter-Lauf.

## Persönliche Bestleistungen
- 100 Meter: 10,37 s (+0,5 m/s), 15. Juni 2024 in Pathum Thani
- 200 Meter: 20,98 s (−0,1 m/s), 25. April 2025 in Singapur